# Рамешинский
Рамешинский — опустевший починок в составе Горевского сельсовета в Уренском районе Нижегородской области.

## География
Находится на расстоянии примерно 6 километров по прямой на север от районного центра города Урень.

## История
Починок основан в 1917 году переселенцами из деревни Рамешки Вязовской округи. В советский период работали колхозы «16 лет Октября», им. Молотова и им. Свердлова. В 1978 году ещё было 6 хозяйств и 8 жителей. Последний житель выехал из починка в середине 1980-х годов.

## Население
Постоянное население не было учтено как в 2002 году, так и в 2010.